# Longa Paz
A "Longa Paz", também descrita como Pax Americana, é um termo para o período histórico sem precedentes que se seguiu ao fim da Segunda Guerra Mundial em 1945 até os dias atuais.   O período da Guerra Fria (1945–1991) foi marcado pela ausência de grandes guerras entre as grandes potências do período, os Estados Unidos e a União Soviética.    Reconhecido pela primeira vez em 1986,   o período de "paz relativa" foi comparado à estabilidade relativamente longa do Império Romano, a Pax Romana,  ou a Pax Britannica, um século de paz relativa que existiu entre o fim das Guerras Napoleônicas em 1815 e a eclosão da Primeira Guerra Mundial em 1914, durante a qual o Império Britânico manteve a hegemonia global. 
Na década de 1990, pensava-se que a Longa Paz era um resultado único da Guerra Fria.    No entanto, quando a Guerra Fria terminou, as mesmas tendências continuaram no que também foi chamado de “Nova Paz”.  O período exibiu mais de um quarto de século de estabilidade e paz ainda maiores e também mostrou melhorias contínuas em medidas relacionadas, como o número de golpes de estado, a quantidade de repressão e a durabilidade dos acordos de paz.  Embora tenham ocorrido guerras civis e conflitos militares menores, tem havido uma ausência contínua de conflito direto entre qualquer uma das maiores economias em termos de produto interno bruto; em vez disso, os países mais ricos travaram conflitos regionais limitados e de pequena escala com os países mais pobres. Os conflitos envolvendo economias mais pequenas também diminuíram gradualmente.  No geral, o número de guerras internacionais diminuiu de uma taxa de seis por ano na década de 1950 para uma por ano na década de 2000, e o número de mortes diminuiu de 240 mortes notificadas por milhão para menos de 10 mortes notificadas por milhão.  
Em 2012, a União Europeia recebeu o Prémio Nobel da Paz "durante mais de seis décadas [tendo] contribuído para o avanço da paz e da reconciliação, da democracia e dos direitos humanos na Europa" por uma decisão unânime do Comité Norueguês do Nobel.
Os principais fatores citados como razões para a Longa Paz incluíram o efeito dissuasor das armas nucleares, os incentivos económicos à cooperação causados pela globalização e pelo comércio internacional, o aumento mundial do número de democracias, os esforços do Banco Mundial na redução da pobreza, e os efeitos do empoderamento das mulheres e da manutenção da paz pelas Nações Unidas.  No entanto, nenhum fator é uma explicação suficiente por si só e, portanto, são prováveis fatores adicionais ou combinados. Outras explicações propostas incluíram a proliferação do reconhecimento dos direitos humanos, o aumento da educação e da qualidade de vida, mudanças na forma como as pessoas encaram os conflitos (como a presunção de que as guerras de agressão são injustificadas), o sucesso da acção não violenta, e fatores demográficos, como a redução das taxas de natalidade.   
No livro The Better Angels of Our Nature, Steven Pinker considera que isso faz parte de uma tendência que continua desde o início da história registrada,   e outros especialistas apresentaram argumentos semelhantes.   Embora haja um acordo geral entre os especialistas de que estamos numa longa paz e que as guerras diminuíram desde a década de 1950,   a tese mais ampla de Pinker tem sido contestada.  Os críticos também disseram que é necessário um período mais longo de paz relativa para ter certeza, ou enfatizaram pequenas reversões em tendências específicas, como o aumento de mortes em batalhas entre 2011 e 2014 devido à Guerra Civil Síria. 